# 小岩羚
小岩羚(Raphicerus campestris)是獨居動物，也有部分雌雄成對，但是關係疏遠。英文俗名為steinbuck或steinbok。

## 特徵
具有徹褐色或淡褐色的毛皮，偶爾帶有銀色，腹部顏色則近於白色，眼睛周圍有白色的環，耳朵很大。雄性有直且光滑、平行角 ，長約7-19公分長。尾巴很短，只有4到6公分長。肩高45-60公分，全長65到100公分，體重7到16公斤。

## 分佈
有2個族群，一個在東非坦尚尼亞。另一個遍布整個非洲南部，北至安哥拉，南至南非。

## 習性
是獨居動物，也有部分雌雄成對，但是關係疏遠。用體味及糞便標示領域。吃草的莖，也會挖掘地底下的根，也採取水果。白天線晚都會活動。住在稀樹草原。